# Ipanema Tatuís
O Ipanema Tatuís é uma equipe de futebol americano brasileira, sediada na cidade do Rio de Janeiro, no bairro de Ipanema, filiado à AFAB, e disputa o torneio oficial dessa entidade, o Carioca Bowl, como é chamado o campeonato estadual de  futebol americano de praia. Participa também do Saquarema Bowl, o qual já foi campeão.[carece de fontes?]
A equipe também já disputou competições na grama como o Torneio da Capital no Distrito Federal em 2007, ficando em 3º lugar.
É uma das poucas equipes do Brasil que possui um elenco Feminino de Futebol Americano.

## Titulos
Campeonato Estadual de Flackle: 2008
 Saquarema Bowl: 2008, 2011
 Tatuís Bowl: 2007
 Campeonato Estadual de Flag: 2005 , 2006 , 2007
 Taça Carioca de Flag Feminino: 2006

## Comissão Técnica
Head Coach: Diego Rodrigues
Coordenador Ofensivo: Bruno Gobbi
Coordenador Defensivo: Gabriel Marinho
Coordenador Time Especial: Rudá Magalhães